# Carmen de la Quintanilla
María del Carmen Sáenz de la Quintanilla Camacho (1793-1867) fue una patriota argentina de origen español que actuó en la sociedad porteña al servicio de la revolución de Mayo y en los primeros años del movimiento emancipador.
Es considerada una de las Patricias Argentinas.

## Biografía
María del Carmen Sáenz de la Quintanilla Camacho nació en Jerez de la Frontera, provincia de Cádiz, España, en 1793, siendo bautizada el 25 de octubre de ese año en Carmona, Sevilla. Era hija del contador de la ciudad de Burgos Juan Sáenz de la Quintanilla y de Joaquina María Camacho.
Carmen Quintanilla, quien «desde joven fue una mujer de esbelta figura y finísimos modales», contrajo matrimonio en Cádiz el 26 de julio de 1809 con el alférez de la Real Brigada de Carabineros Carlos María de Alvear.
Tras fundar la Sociedad de los Caballeros Racionales, a fines de 1810 Alvear pidió licencia del ejército español y partió con su mujer a Londres.
El 18 de enero de 1812 embarcó en la fragata George Canning rumbo al Río de la Plata, acompañando a su esposo que integraba un grupo de militares entre los cuales se encontraban José de San Martín, José Matías Zapiola, Martiniano Chilavert y Eduardo Kannitz de Holmberg.
Tras arribar a la ciudad de Buenos Aires, capital de las Provincias Unidas del Río de la Plata, el 9 de marzo de 1812, mientras su esposo se sumaba a la actividad militar y política de la nueva nación, Carmen de la Quintanilla era integrada con simpatía a la sociedad porteña, ayudada por el prestigio del que gozaba el nombre de su cónyuge.

### Sociedad Patriótica
En junio de 1811 partieron a los Estados Unidos Diego Saavedra, hijo del presidente de la Junta Grande Cornelio Saavedra, y Juan Pedro Aguirre con la misión de adquirir armamentos y municiones en ese país.
Los comisionados cerraron a comienzos de 1812 un contrato para la compra de 1000 fusiles y 350 000 piedras de chispa con la firma Miller&Wambor.

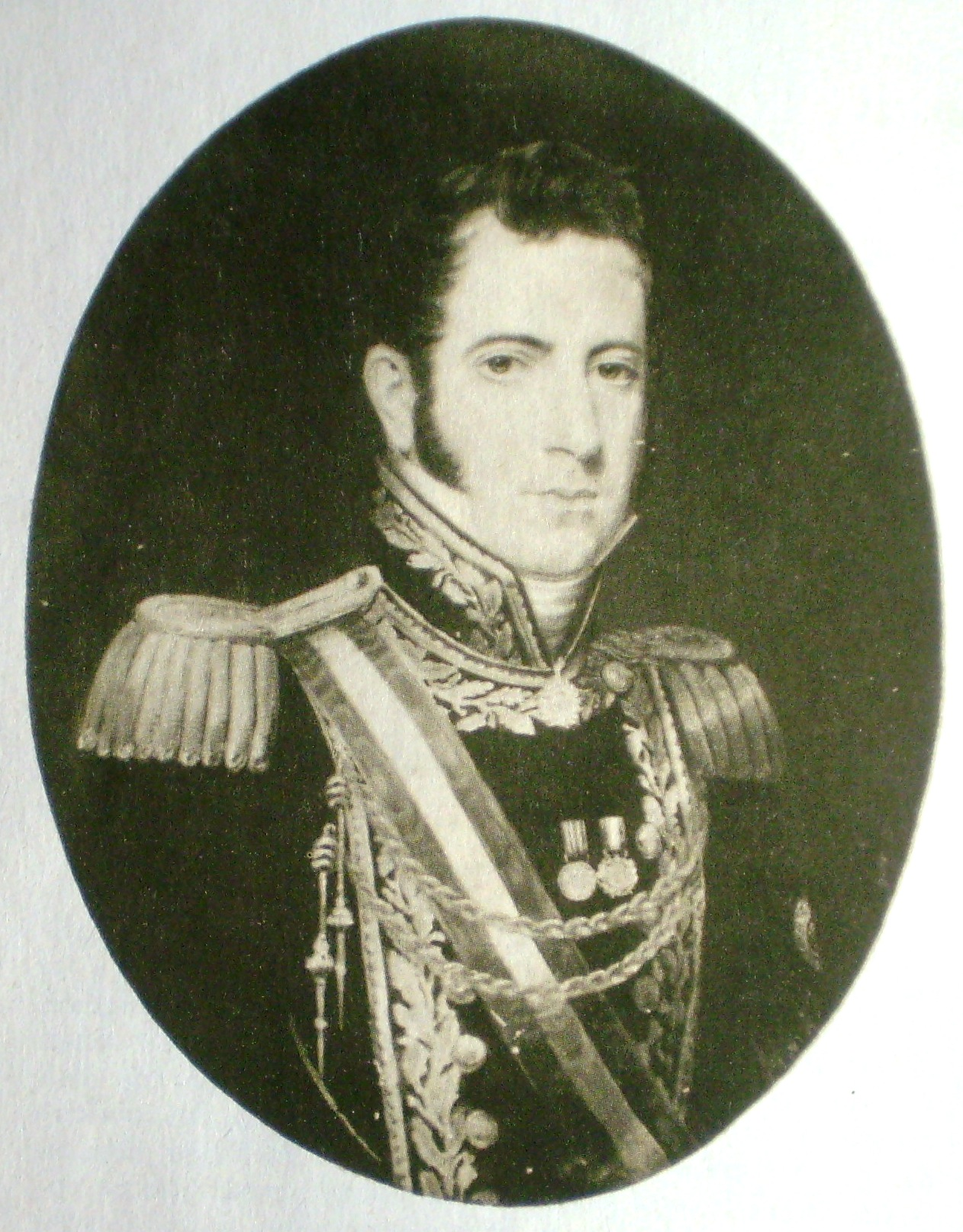
Carlos María de Alvear

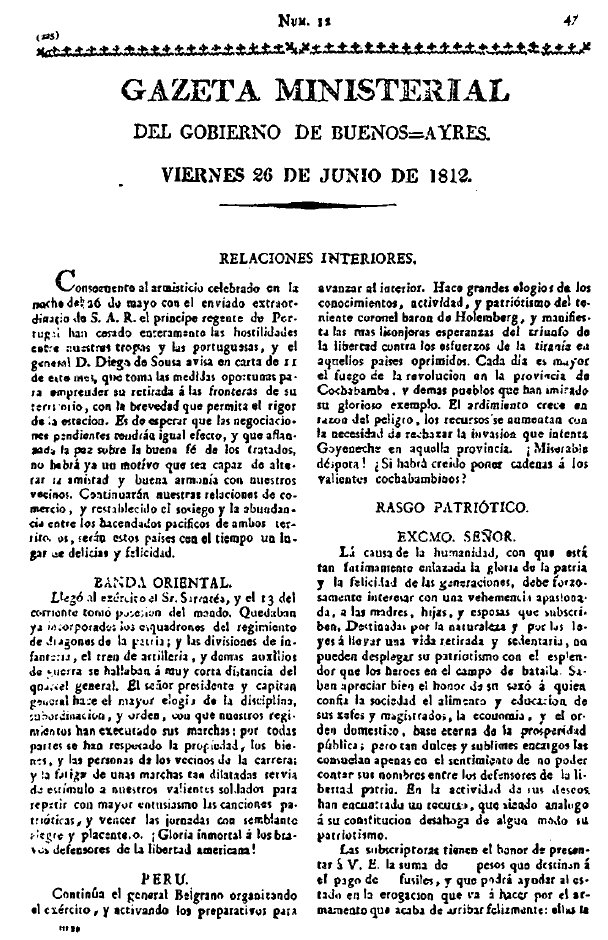
Publicación de la suscripción en la Gazeta

El 13 de mayo arribaron los comisionados y los pertrechos al puerto de Ensenada de Barragan a bordo del buque de bandera estadounidense Liberty y el 19 de mayo echaban ancla frente al puerto de Buenos Aires. 
Habiéndose difundido entre la población la llegada al puerto de Buenos Aires del buque y el rumor de que la situación económica del gobierno revolucionario dificultaba su compra, el 30 de mayo de 1812 se reunieron en casa de Tomasa de la Quintana catorce damas de la sociedad porteña.
Las patricias que serían conocidas como Sociedad Patriótica, donaron el importe de 13 fusiles y dos onzas de oro para que cuando «el alborozo público lleve hasta el seno de sus familias la nueva de una victoria, podrán decir en la exaltación de su entusiasmo: Yo armé el brazo de este valiente que aseguró su gloria y nuestra libertad», en las palabras de su presentación, redactada por Bernardo de Monteagudo.
Las patricias solicitaron que cada uno de los fusiles adquiridos con su aporte llevaran el nombre de la donante para que «si el amor de la patria deja algún vacio en el corazón de los guerreros, la consideración al sexo será un nuevo estímulo que les obligue á sostener en su arma una prenda del afecto de sus compatriotas cuyo honor y libertad defienden. Entonces tendrá un derecho para reconvenir al cobarde que con las armas abandonó su nombre en el campo enemigo, y coronarán con sus manos al joven que presentando en ellas el instrumento de la victoria dé una prueba de su gloriosa valentía».
Las damas que se suscribieron fueron, donando un fusil Tomasa de la Quintana, María de los Remedios de Escalada, María de las Nieves de Escalada, María de la Quintana, María Eugenia de Escalada de Demaría, Ramona Esquivel y Aldao, Mariquita Sánchez de Thompson, Petrona Bernardina Cordero, Rufina de Orma, Isabel Calvimontes de Agrelo, María de la Encarnación Andonaégui de Valdepares, Magdalena de Castro de Herrero y Ángela Castelli de Irgazábal, y con dos onzas de oro Carmen Quintanilla.
El 26 de junio de 1812 el Triunvirato aceptó el donativo rindiendo «las más expresivas gracias á nombre de la patria». publicándose en la Gazeta de Buenos Ayres.
Ese mismo año fue testigo junto a su marido de la boda de José de San Martín con María de los Remedios de Escalada.

### Vida posterior
En 1815, depuesto su marido como Director Supremo de las Provincias Unidas del Río de la Plata lo acompañó al destierro en Río de Janeiro pero fue autorizada al año siguiente por el gobierno a regresar, mientras Alvear permanecía exiliado en Río hasta 1817 y en Montevideo hasta la Anarquía del Año XX y, derrotada su facción, hasta 1822. En 1823 Carmen Quintanilla se separó nuevamente de su esposo, enviado en sucesivas misiones diplomáticas ante el gobierno de los Estados Unidos y ante Simón Bolívar.
En enero de 1825 la Sociedad de Beneficencia la invitó a sumarse a la organización pero Carmen Quintanilla declinó el ofrecimiento. 
Tras su paso por el ministerio de guerra en la presidencia de Bernardino Rivadavia y la comandancia del ejército republicano en la Guerra del Brasil, Alvear permaneció en el país aunque involucrado en los turbulentos sucesos políticos que terminarían con el ascenso de Juan Manuel de Rosas al poder.
Pero en 1838 su marido fue enviado por Rosas a los Estados Unidos y el matrimonio no volvería a reunirse. Alvear falleció en Nueva York en octubre de 1852 mientras que Carmen Quintanilla murió en la ciudad de Buenos Aires el 31 de mayo de 1867. Sus restos descansan en el Cementerio de la Recoleta.
Tuvo varios hijos, algunos de los cuales tendrían un destacado papel en la vida política de la República Argentina: María Carlota, Emilio Marcelo, Camilo Patricio Juan, Carlos F., Torcuato Antonio, María Joaquina, Virginia Mercedes, Diego Federico, Juan Nepomuceno Camilo y 
León Juan de Alvear Sáenz de la Quintanilla.